# Dotzena esmena de la Constitució dels Estats Units

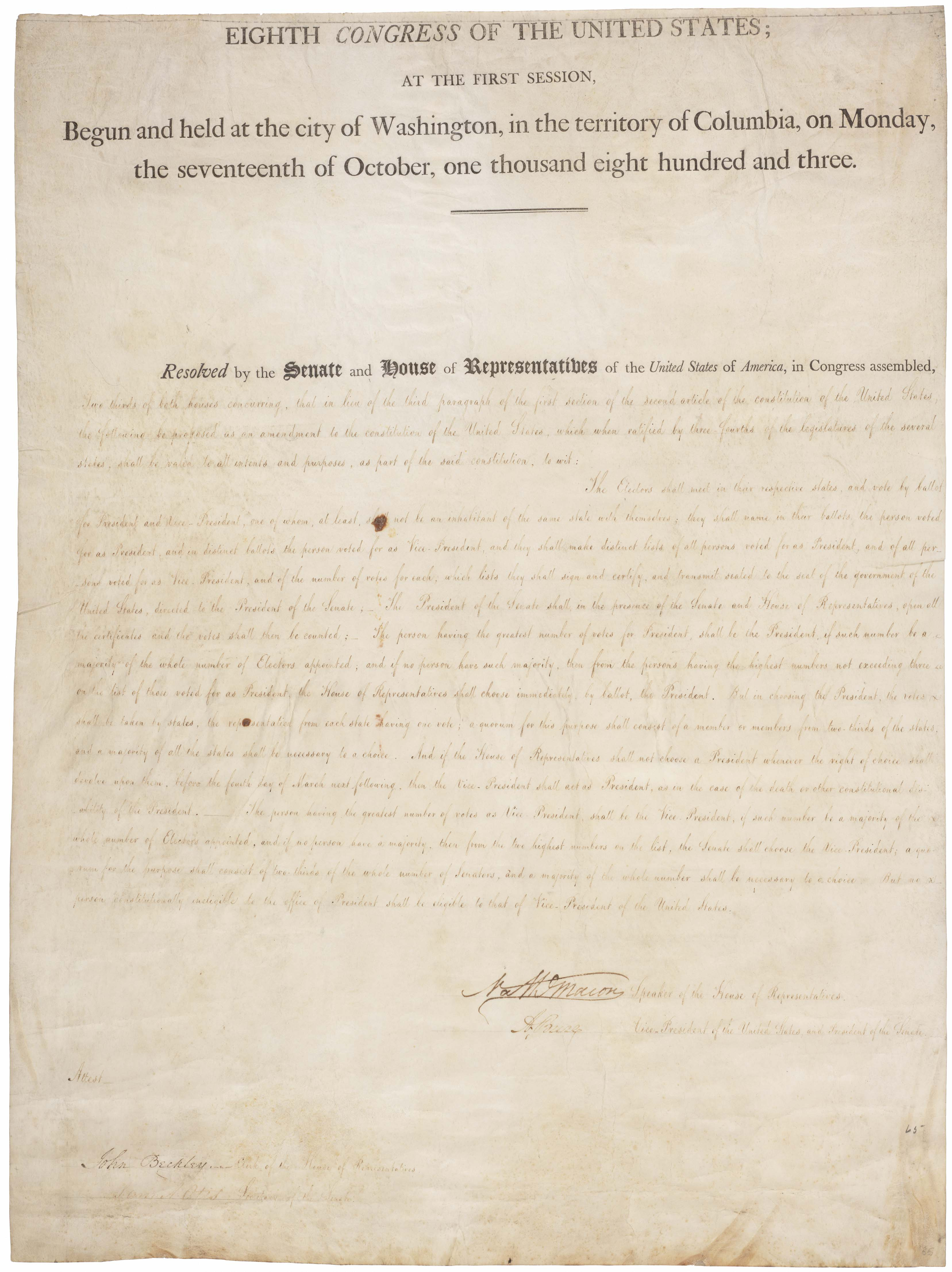
Text de la Dotzena Esmena.

La Dotzena esmena (en anglès Twelfth Amendment) de la Constitució dels Estats Units proveeix un procediment per a l'elecció del president i vicepresident dels Estats Units d'Amèrica. Va substituir l'Article II, Secció 1, Clàusula 2 de la Constitució, que proveïa el procediment original amb el qual funcionava el Col·legi Electoral. El procediment anterior va tenir problemes en les eleccions dels anys 1796 i 1800. L'esmena va ser proposada al Congrés el 1803, i ratificada el 1804.

## Text
El text de la dotzena esmena a la constitució dels Estats Units diu així:
| « | (català) Els electors es reuniran en els seus respectius estats i votaran mitjançant cèdules per a president i vicepresident, un dels quals, si més no, no ha de ser habitant del mateix estat que ells; en els seves cèdules han d'indicar la persona a favor de la qual voten per a president i en cèdules diferents la persona que trien per a vicepresident, i formaran llistes separades de totes les persones que rebin vots per a president i de totes les persones a favor de les quals voti per a vicepresident i del nombre de vots que correspongui a cadascuna, i signaran i certificaran les referides llistes i les remetran segellades a la seu de govern dels Estats Units, adreçades al president del Senat. El president del Senat obrirà tots els certificats en presència del Senat i de la Cambra de Representants, després de la qual cosa es comptaran els vots. La persona que tingui el major nombre de vots per a president serà president, sempre que aquest nombre representi la majoria de tots els electors nomenats, i si cap persona en té majoria, llavors la Cambra de Representants, votant per cèdules, escollirà immediatament el president d'entre les tres persones que figurin a la llista dels que han rebut sufragi per a president i comptin amb més vots. Cal tenir present que en elegir el president, la votació es farà per estats i que la representació de cada estat gaudirà d'un vot; que per a aquest objecte hi haurà quòrum quan estiguin presents el membre o els membres que representin els dos terços dels estats i que serà necessària majoria de tots els estats perquè es tingui per feta l'elecció. I si la Cambra de Representants no elegís president, en els casos en què passi a aquesta el dret d'escollir-, abans del dia 4 immediatament següent, llavors el vicepresident actuarà com a president, de la mateixa manera que en el cas de mort o d'un altre impediment constitucional del president. La persona que obtingui el major nombre de vots per a vicepresident serà vicepresident, sempre que aquest nombre representi la majoria de tots els electors nomenats, i si cap persona en reuneix la majoria, llavors el Senat escollirà el vicepresident entre les dues amb major quantitat de vots que figuren en la llista; per a aquest objecte, hi haurà quòrum amb les dues terceres parts del nombre total de senadors i serà necessària la majoria del nombre total perquè l'elecció es tingui per feta. Però cap persona no elegible per al càrrec de president d'acord amb la Constitució serà elegible per al de vicepresident dels Estats Units. | (anglès) The Electors shall meet in their respective states, and vote by ballot for President and Vice-President, one of whom, at least, shall not be an inhabitant of the same state with themselves; they shall name in their ballots the person voted for as President, and in distinct ballots the person voted for as Vice-President, and they shall make distinct lists of all persons voted for as President, and all persons voted for as Vice-President and of the number of votes for each, which lists they shall sign and certify, and transmit sealed to the seat of the government of the United States, directed to the President of the Senate. The President of the Senate shall, in the presence of the Senate and House of Representatives, open all the certificates and the votes shall then be counted. The person having the greatest Number of votes for President, shall be the President, if such number be a majority of the whole number of Electors appointed; and if no person have such majority, then from the persons having the highest numbers not exceeding three on the list of those voted for as President, the House of Representatives shall choose immediately, by ballot, the President. But in choosing the President, the votes shall be taken by states, the representation from each state having one vote; a quorum for this purpose shall consist of a member or members from two-thirds of the states, and a majority of all the states shall be necessary to a choice. And if the House of Representatives shall not choose a President whenever the right of choice shall devolve upon them, before the fourth day of March next following, then the Vice-President shall act as President, as in the case of the death or other constitutional disability of the President. The person having the greatest number of votes as Vice-President, shall be the Vice-President, if such number be a majority of the whole number of Electors appointed, and if no person have a majority, then from the two highest numbers on the list, the Senate shall choose the Vice-President; a quorum for the purpose shall consist of two-thirds of the whole number of Senators, and a majority of the whole number shall be necessary to a choice. But no person constitutionally ineligible to the office of President shall be eligible to that of Vice-President of the United States. | » |